# Naruto Uzumaki
Naruto Uzumaki (jap. うずまきナルト) izmišljeni je i glavni lik manga i anime serijala Naruto, prema kojem je i dobio ime. Kreator serijala je Masaši Kišimoto. U srpskoj sinhronizaciji animea ulogu Naruta tumači Snežana Jeremić Nešković. Naruto je rođen 10. oktobra, dan nakon rođenja njegovog najboljeg prijatelja — Saskea Učihe.

## Biografija
Majka mu je bila Kušina Uzumaki, a otac četvrti Hokage Minato Namikaze. Odmah posle Narutovog rođenja selo Konohu napala je Kjubi, demonska devetorepa lisica. Ona je terorisala selo i skoro ga uništila. Mnoge je usmrtila. Sa lisicom se izborio četvrti Hokage uz pomoć samoning džucua (tehnika prizivanja).
Prizvao je Gamabuntu kako bi porazio Kjubija, a posle toga iskoristio smrtonosni pečat i zaključao lisicu u svog sina, žrtvujući svoj život. Znajući da će stanovnici Konohe mrzeti Naruta jer u sebi nosi Kuramu (Kjubija), četvrti Hokage je rekao prethodnom, trećem Hogakeu, Hiruzenu Sarutobiju, da prenese seljanima da moraju poštovati Naruta i prihvatiti ga kao jednakog, jer je on poslužio kao biće u koje je zaključana lisica i posredno učestvovao u spašavanju sela.
Međutim, kako su svi znali istinu o Narutu, izbegavali se ga jer su se plašili, dok su ga druga deca ismevala. Ipak, kasnije su ga svi prihvatili kao jednog od njih. Iruka Umino je prva osoba koja veruje i ima poverenja u Naruta.
Stanje se menja od trenutka kada Naruto postane cenjeniji. Svoju reputaciju je poboljšao borbom sa Pejnom (Nagatom) koji je potpuno razorio selo. Naruto pobeđuje i postaje heroj. On igra važnu ulogu u Četvrtom nindža ratu — gde su samo on i džinčuriki (domaćin) osmorepog bika potrebni za izvođenje gendžucua Beskonačni cukujomi (Infinite tsukuyomi) u planu Učiha Madare i Obita da pretvore život u jedan veliki san i samim tim unište svet i realnost. U ratu Naruto dobija moć šest puteva (Six paths) od Hagoromo Ococukija, koristi svoj sendžucu, Saske se vraća u Konohu i staje na njenu stranu protiv Akacukija i zajedno se bore protiv Madare i Kaguje (prve osobe koja je ikada posedovala čakru, poznavalac svakog džucua). Saske dobija Rinengan. Gaj sensej upotrebljava svoj džucu u borbi sa Madarom. Nedži biva ubijen. Saske otkriva da ima nameru da postane Hokage. Posle rata Naruto biva proglašen za narodnog heroja, Kakaši Hatake postaje šesti Hokage, a ubrzo zatim i Naruto postaje sedmi Hokage.
Naruto je venčan sa Hinatom Hjugom i imaju dvoje dece — Boruta i Himavari. U „Gaiden” serijalu mange Naruto ima trideset i četiri godine. Saske odlazi na dug put oko sveta posle svoje ženidbe sa Sakurom i rođenja svoje ćerke Sarade (koja poseduje šaringan). Naruto sada ima otključane moći Kjubija, moć svih repatih čudovišta (preostalih osam), moć šest puteva, a Selo peska i Selo skriveno među lišćem (Konohagakure) su sada povezani, kao i njihove vođe. Selo skriveno među lišćem sada više nije selo nego grad usled napredovanja tehnologije i Narutove vladavine.

## Ličnost
Naruto je najglasniji nindža u Konohi. Veoma je ambiciozan, ponekada arogantan, ne baš pametan, neuredan. Imao je najlošije ocene na genin ispitu i njegov stan je prepun raznih činija. Njegova najveća želja je da jednog dana postane Hokage, kako bi ga svi poštovali. On želi da celom svetu pokaže svoju snagu. Koncipiran je kao „jednostavan i priglup“.
Zaljubljen je u Sakuru Haruno, koja ga u početku ne podnosi, ali posle mnogih dešavanja, njen odnos prema Narutu se menja. On ima smisao za humor i uvek uspeva da nasmeje osobe oko sebe. U toku borbe pomaže mu čakra koju dobija od Kjubija koji je zatvoren u njemu. Tada ima mnogo veće moći i čakra mu postaje crvena. Napreduje sa svojim tehnikama kako serijal odmiče.
Demonska lisica je zapečaćena unutar Uzumakijevog uma. Osobe u pet država koje u sebi imaju zapečaćene „repate” zveri se nazivaju džinčurikiji i Naruto je među njima. On saznaje da može da koristi njene moći za vreme treninga sa starim Džirajom, međutim, samo u po njega stresnim situacijama i kada je poprilično iznerviran. Prisustvo lisice mu takođe daje i veliku moć samoisceljivanja tako se od nekih manjih povreda može oporaviti i za nekoliko sekundi. Zato ga je gotovo nemoguće ubiti.
Prema Džiraji, Naruto bi bio u stanju da upotrebi i kontroliše i do stotinu džucua odjednom da u njemu nije zatvorena lisica. Ona mu ne dozvoljava da iskoristi sve svoje potencijale, jer veliki deo njegove regularne čakre odlazi na sprečavanje demonske lisice da preuzme kontrolu nad njegovim umom. To je i glavni cilj lisice — preuzimanje kontrole nad Narutom i oslobođenje. Kolika je upotreba lisičine čare govori broj upotrebljenih repova. Zavisno od situacije Naruto može da prizove više repova inače devetorepe lisice. Što više repova prizove, to je jači i brži, ali se teže kontroliše. Takođe, što više repova, to bolnije po Uzumakija jer crvena čakra deluje i kao otrov. 
Kasnije, uz pomoć džinčurikija osmorepog bika (Kiler Bija) on uspeva (u toku Četvrtog nindža rata) da kontroliše Kjubija, kom je pravo ime Kurama.
Ima veliku strast prema baštovanstvu i obožava da gaji i zaliva različite biljke. Tu strast deli sa svojom suprugom Hinatom. U Selu talasa su nazvali most po njemu. Jedina deca kojoj roditelji nisu zabranili u početku da se druže sa Narutom zbog Kjubija u njemu su Šikamaru i Kiba. Poseban odnos ima sa Garom, tj. Kazekageom. Imali su isto detinjstvo kao dva džinčurikija (Gara je bio džinčuriki čudovišta zemlje Peska, Šukakua) i Naruto je promenio nekada krvoločnog Garu u dobroćudnog, rodoljubivog i pravednog novog i najmlađeg Kazekagea — postao je Kazekage u svojoj petnaestoj godini.
Član je Tima 7 ili Tima Kakaši koga čine Kakaši Hatake, Saske Učiha, Sakure Haruno i on. Išli su zajedno na misije i postali najbolji prijatelji. Neočekivano je to što je Saske napustio Konohu, otišao da ubije svog brata Itačija (koji je uništio ceo Učiha klan osim Saskea) i u Akacukije u nameri da uništi Konohu. Na početku rata on, na sreću menja mišljenje.
Ono po čemu je Naruto takođe poznat je prema velikoj empatiji sa drugim likovima koji se pojavljuju u toku serijala, pogotovo sa likovima koji su imali sličnu sudbinu kao i on. Ova osobina, u kombinaciji sa njegovom pravičnošću i agilnošću, uvek mu pomaže da izađe iz nevolja.

## Spoljašnje veze
Mediji vezani za članak Naruto Uzumaki na Vikimedijinoj ostavi